# Primer ministre d'Eslovàquia
El primer ministre d'Eslovàquia, oficialment el President del Govern de la República Eslovaca (Predseda vlády Slovenskej republiky) i comunament referit com a Predseda vlády o informalment Premiér, és el cap de govern de la República Eslovaca. De iure, el titular és a la tercera posició constitucional després del President d'Eslovàquia (qui el nomena) i el president del Consell Nacional d'Eslovàquia; de facto, és la principal figura política del país.
Des de la creació del càrrec el 1969 quinze persones diferents han exercit com a caps de govern. Des del 1993, quan Eslovàquia guanyà la independència, han estat nou persones les que han ocupat el càrrec. Des del 25 d'octubre de 2023 el primer ministre és Robert Fico, del partit polític Direcció - Socialdemocràcia (DSD).

## Història

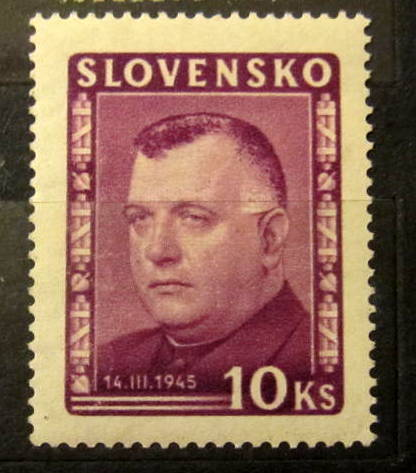
Mossén Tiso, primer cap de govern

El càrrec de primer ministre d'Eslovàquia fou instaurat el 1969 per la llei constitucional de la Federació Txecoslovaca. Un càrrec semblant existí des de 1918, quan diversos personatges presidiren els executius de la part eslovaca de Txecoslovàquia o l'Estat Eslovac. Des del 1993, quan se restablí la independència d'Eslovàquia, nou persones han exercit com a primer ministre. L'actual primer ministre des del 2 d'octubre de 2023 és el socialdemòcrata Robert Fico.

## Funcions
En ser Eslovàquia una república parlamentària, el primer ministre està subjecte al Consell Nacional. La Constitució eslovaca estableix que, en el moment de l'adhesió al càrrec, cada primer ministre ha d'aconseguir i, a continuació, mantenir la confiança del Parlament. Tan bon punt el primer ministre perd la confiança, el president està obligat a destituir-lo i designar un nou primer ministre o confiar al primer ministre destituït que actuï com a intèrpret amb poders limitats.
El primer ministre és el càrrec més poderós de l'estat, ja que comanda i presideix el govern. Encara que no és el primer ministre sinó el president qui nomena els ministres al gabinet, el president nomena els ministres per consell del primer ministre.

## Llista de primers ministres
| Primer Ministre de la Regió Autònoma Eslovaca (1938-1939)       |                   |                             |                        |                        |          |
| 1                                                               |                   | Jozef Tiso (1887-1947)      | 7 d'octubre de 1938    | 9 de març de 1939      | PPE      |
| 1                                                               | 0 anys, 153 dies  | Jozef Tiso (1887-1947)      |                        |                        | PPE      |
| Primer Ministre de la República Eslovaca (1939-1945)            |                   |                             |                        |                        |          |
| 1                                                               |                   | Jozef Tiso (1887-1947)      | 14 de març de 1939     | 17 d'octubre de 1939   | PPE      |
| 1                                                               | 0 anys, 217 dies  | Jozef Tiso (1887-1947)      |                        |                        | PPE      |
| 2                                                               |                   | Vojtech Tuka (1880-1946)    | 27 d'octubre de 1939   | 5 de setembre de 1944  | PPE      |
| 2                                                               | 4 anys, 314 dies  | Vojtech Tuka (1880-1946)    |                        |                        | PPE      |
| 3                                                               |                   | Štefan Tiso (1897-1959)     | 5 de setembre de 1944  | 4 d'abril de 1945      | PPE      |
| 3                                                               | 0 anys, 211 dies  | Štefan Tiso (1897-1959)     |                        |                        | PPE      |
| Primer Ministre de la República Socialista Eslovaca (1969-1990) |                   |                             |                        |                        |          |
| 1                                                               |                   | Štefan Sádovský (1928-1984) | 1 de gener de 1969     | 5 de maig de 1969      | PCE      |
| 1                                                               | 0 anys, 124 dies  | Štefan Sádovský (1928-1984) |                        |                        | PCE      |
| 2                                                               |                   | Peter Colotka (1925-2019)   | 5 de maig de 1969      | 13 d'octubre de 1988   | PCE      |
| 2                                                               | 19 anys, 161 dies | Peter Colotka (1925-2019)   |                        |                        | PCE      |
| 3                                                               |                   | Ivan Knotek (1936-2020)     | 13 d'octubre de 1988   | 23 de juny de 1989     | PCE      |
| 3                                                               | 0 anys, 253 dies  | Ivan Knotek (1936-2020)     |                        |                        | PCE      |
| 4                                                               |                   | Pavel Hrivnák (1931-1995)   | 23 de juny de 1989     | 8 de desembre de 1989  | PCE      |
| 4                                                               | 0 anys, 168 dies  | Pavel Hrivnák (1931-1995)   |                        |                        | PCE      |
| 5                                                               |                   | Milan Čič (1932-2012)       | 8 de desembre de 1989  | 6 de març de 1990      | PCE      |
| 5                                                               | 0 anys, 88 dies   | Milan Čič (1932-2012)       |                        |                        | PCE      |
| Primer Ministre de la República Eslovaca (1990-1992)            |                   |                             |                        |                        |          |
| 1                                                               |                   | Milan Čič (1932-2012)       | 6 de març de 1990      | 27 de juny de 1990     | PCV      |
| 1                                                               | 0 anys, 113 dies  | Milan Čič (1932-2012)       |                        |                        | PCV      |
| 2                                                               |                   | Vladimír Mečiar (1942)      | 27 de juny de 1990     | 6 de maig de 1991      | PCV      |
| 2                                                               | 0 anys, 313 dies  | Vladimír Mečiar (1942)      |                        |                        | PCV      |
| 3                                                               |                   | Ján Čarnogurský (1944)      | 6 de maig de 1991      | 24 de juny de 1992     | MDC      |
| 3                                                               | 1 any, 49 dies    | Ján Čarnogurský (1944)      |                        |                        | MDC      |
| 4                                                               |                   | Vladimír Mečiar (1942)      | 24 de juny de 1992     | 31 de desembre de 1992 | MED      |
| 4                                                               | 0 anys, 190 dies  | Vladimír Mečiar (1942)      |                        |                        | MED      |
| Primer Ministre d'Eslovàquia (1993-)                            |                   |                             |                        |                        |          |
| 1                                                               |                   | Vladimír Mečiar (1942)      | 1 de gener de 1993     | 15 de març de 1994     | MED      |
| 1                                                               | 1 any, 73 dies    | Vladimír Mečiar (1942)      |                        |                        | MED      |
| 2                                                               |                   | Jozef Moravčík (1945)       | 15 de març de 1994     | 13 de desembre de 1994 | UDE      |
| 2                                                               | 0 anys, 273 dies  | Jozef Moravčík (1945)       |                        |                        | UDE      |
| 3                                                               |                   | Vladimír Mečiar (1942)      | 13 de desembre de 1994 | 30 d'octubre de 1998   | MED      |
| 3                                                               | 3 anys, 321 dies  | Vladimír Mečiar (1942)      |                        |                        | MED      |
| 4                                                               |                   | Mikuláš Dzurinda (1956)     | 30 d'octubre de 1998   | 4 de juliol de 2006    | CDE UDCE |
| 4                                                               | 7 anys, 247 dies  | Mikuláš Dzurinda (1956)     |                        |                        | CDE UDCE |
| 5                                                               |                   | Robert Fico (1964)          | 4 de juliol de 2006    | 8 de juliol de 2010    | DSD      |
| 5                                                               | 4 anys, 4 dies    | Robert Fico (1964)          |                        |                        | DSD      |
| 6                                                               |                   | Iveta Radičová (1956)       | 8 de juliol de 2010    | 4 d'abril de 2012      | UCDE-PD  |
| 6                                                               | 1 any, 271 dies   | Iveta Radičová (1956)       |                        |                        | UCDE-PD  |
| 7                                                               |                   | Robert Fico (1964)          | 4 d'abril de 2012      | 22 de març de 2018     | DSD      |
| 7                                                               | 5 anys, 352 dies  | Robert Fico (1964)          |                        |                        | DSD      |
| 8                                                               |                   | Peter Pellegrini (1975)     | 22 de març de 2018     | 21 de març de 2020     | DSD      |
| 8                                                               | 1 any, 365 dies   | Peter Pellegrini (1975)     |                        |                        | DSD      |
| 9                                                               |                   | Igor Matovič (1973)         | 21 de març de 2020     | 1 d'abril de 2021      | GCPI     |
| 9                                                               | 1 any, 11 dies    | Igor Matovič (1973)         |                        |                        | GCPI     |
| 10                                                              |                   | Eduard Heger (1976)         | 1 d'abril de 2021      | 15 de maig de 2023     | GCPI     |
| 10                                                              | 2 anys, 44 dies   | Eduard Heger (1976)         |                        |                        | GCPI     |
| 11                                                              |                   | Ľudovít Ódor (1976)         | 15 de maig de 2023     | 25 d'octubre de 2023   | Ind      |
| 11                                                              | 0 anys, 163 dies  | Ľudovít Ódor (1976)         |                        |                        | Ind      |
| 12                                                              |                   | Robert Fico (1964)          | 25 d'octubre de 2023   |                        | DSD      |
| 12                                                              | 1 any, 284 dies   | Robert Fico (1964)          |                        |                        | DSD      |